# Kormákr Ögmundarson
Kormákr Ögmundarson a fost un scald islandez din secolul al X-lea (c. 930 - c. 970), reprezentant al vechii poezii din această țară.
Creația sa, inspirată de dragostea neîmpărtășită pentru frumoasa Steingerd, se distinge prin tonul personal.
Viața sa a fost descrisă în biografia Saga lui Kormak ("Kormaks Saga") din secolul al XIII-lea.